# Media-Polesye
Media-Polesye — белорусский интернет-сайт, который начал свою работу в июне 2012 года. В 2020 году получил статус сетевого СМИ.

## Содержание
На сайте представлены новости, рубрики: общество, экономика, события, культура, политика, интервью, автомобили, спорт. Географический охват: города Пинск, Лунинец, Столин. По словам главного редактора издания Светланы Гарды, в 2020 году сайт Polesye посещало до 150 000 уникальных посетителей в день. В 2021 году посещаемость стабилизировалась на уровне, по оценкам редакции, 30-40 тысяч пользователей ежедневно.

## Репрессии (2020—2022)
Власти ненавидят популярный в Полесье сайт и постоянно грозятся его закрыть. В 2020 году, после восьми месяцев отказа в регистрации в качестве сетевого издания, сайт получил этот статус задним числом одновременно с предупреждением Мининформации за создание «угроз национальной безопасности Беларуси» (благодаря которому он узнал о регистрации). Новый статус сразу позволил оштрафовать «Медиа-Полесье» на крупную сумму за нарушение закона о средствах массовой информации. Штраф в размере 120 базовых величин наложен за статью о ситуации с распространением COVID-19 в Беларуси, второй раз штраф наложен за статью о визите Светланы Тихановской на малую родину, за слова в тексте о том, что «она замужем как декабристка». Этот штраф был в два раза больше (200 базовых величин), а апелляция осталась безуспешной, хотя адвокат нашёл в жалобе множество нарушений.
Во время президентских выборов в 2020 году журналистов выгоняли с избирательных участков, одного корреспондента жестоко задержали и избили так, что шрамы от травм остались на всю жизнь. Тем не менее, в поствыборный период сайт продолжал освещать уголовные дела в связи с протестами в Беларуси, писать политзаключённым.
В рамках погрома независимых СМИ в Беларуси 8-9 июля 2021 года у главного редактора, других сотрудников и офиса издания были проведены обыски, изъяты оборудование и носители информации. В конце июля 2021 года судья Братанова оштрафовала «Медиа-Полесье» на 5771 белорусских рублей за публикацию о «Пинском деле».
2 сентября 2021 года сайт был заблокирован в Беларуси. Редакция узнала, что технических сбоев не было, а ресурс заблокирован провайдером. Провайдер посоветовал искать причину в Мининформации, которое оперативно не отреагировало на публикацию. Доступ к сайту в Беларуси возможен только через VPN. Несмотря на репрессии, редакция решила продолжить свою работу.
В 2022 году сайт «Медиа-Полесье» и ряд других интернет-ресурсов внесены в Республиканский список экстремистских материалов.